# Aeroporto Pedro Morganti
O Aeroporto Pedro Morganti é o aeroporto da cidade de Piracicaba, no interior do estado de São Paulo. O aeroporto foi municipalizado em dezembro de 2012. Abriga uma das bases do Grupamento de Radiopatrulha Aérea (GRPAe) da PMESP (CPI-9), escolas de paraquedismo e o Aeroclube de Piracicaba, que é uma escola de aviação civil com mais de 80 anos de tradição. Não possui voos regulares de companhias aéreas.

## Aeroporto Pedro Morganti
SDPW/QHB

### Características
Código de Pista: 1 - Tipo de Operação: VFR diurno/noturno 	

Altitude: 584m/1.917 ft - Área Patrimonial (ha): 46,11 	

Temp. Média: 21 °C - Categoria Contra Incêndio disponível: 2 	

Distância da Capital (km) - Aérea: 142 Rodoviária: 162 	  	

Distância até o Centro da Cidade: 3 km                     

Endereço: Estrada Monte Alegre, s/nº

### Pista
Dimensões (m): 1.200 x 30  	   	                        

Designação da cabeceira: 17 - 35 - Cabeceira Predominante: 17 	

Declividade máxima: 1,50% - Declividade Efetiva: 1,15% 	        

Tipo de Piso: Asfalto (ASPH) - Resistência do Piso (PCN): 21/F/A/X/T

### Pátio
Dimensões (m): 60 x 60 - Capacidade de Aviões: 2 EMB-110 

Dist. da Borda ao Eixo da Pista(m): 51 	                 

Tipo de Piso: Asfalto

### Auxílios operacionais
Sinais de Eixo de Pista - Biruta - Luzes de Pista	    

Sinais de Cabeceira de Pista - Sinais Indicadores de Pista  

Sinais de Guia de Táxi - Luzes de Táxi - Luzes de Cabeceira 

Luzes de Obstáculos - Iluminação de Pátio - Farol Rotativo  

Freq. do Aeródromo: 125,125 - Circuito de Tráfego Aéreo: VAC

### Abastecimento
BR Aviation: AVGAS 

JET-A1

### Instalações
Terminal de Passageiros (m²): 175  

Estac. de Veículos - nº de vagas: 65 - Tipo de Piso: asfalto

### Serviços
Hangares: 7 - Cabine de Força (KF)

Telefone Público 

Ônibus Urbano 

Sinal. Vertical no TPS